# Gigantogryllacris compromittens
Gigantogryllacris compromittens är en insektsart som först beskrevs av Brunner von Wattenwyl 1898.  Gigantogryllacris compromittens ingår i släktet Gigantogryllacris och familjen Gryllacrididae. Inga underarter finns listade i Catalogue of Life.